# Île Isabel (Chili)
Pour les articles homonymes, voir Île Isabel.
L’île Isabel (en espagnol : isla Isabel) est une île située à proximité de la rive nord du détroit de Magellan. Elle se trouve à environ 3,5 km à l'est de la partie la plus étroite de la péninsule de Brunswick. L'île est célèbre pour avoir abrité le premier élevage de moutons à grande échelle au Sud de la Patagonie.
Fernand de Magellan décide de s'arrêter sur cette île, la première ile qu'il rencontre après les deux détroits traversés, afin de discuter avec ses capitaines.  